# Jessalyn Gilsig
Jessalyn Sarah Gilsig (sinh ngày 30 tháng 11 năm 1971) là một nữ diễn viên người Canada được biết đến với các vai diễn trong Boston Public và Nip/Tuck cũng như vai Terri Schuester, vợ cũ của Will Schuester, trong Glee. Cô cũng xuất hiện trong một vài tập của NYPD Blue và Prison Break, đồng thời đảm nhận một vai phụ trong Heroes bên cạnh một số phim truyền hình khác.

## Tiểu sử
Jessalyn được sinh ra ở Montreal, Quebec, Canada, là con gái của Claire, nhà văn, và Toby Gilsig, kỹ sư. Cô bắt đầu diễn xuất từ năm 12 tuổi. Cô học trung học tại Trafalgar School for Girls ở trung tâm thành phố Montreal. Sau đó cô học đại học tại American Repertory Theater của trường đại học Harvard, và sau đó, từ năm 1989 đến năm 1993, ở trường đại học McGill. Cô tốt nghiệp với bằng Cử nhân Mỹ thuật vào năm 1993.

## Sự nghiệp
Cô bắt đầu sự nghiệp của mình với tư cách là một diễn viên lồng tiếng. Cô đã tham gia vào các bộ phim Mascarade và The Journey Home cũng như các sê ri phim truyền hình The Little Flying Bears, Young Robin Hood và Gulliver's Travels.
Cô chuyển tới thành phố New York vào năm 1995 nơi cô góp mặt trong một số vở kịch. Mặc dù cô đã xuất hiện trong một số phim do Canada sản xuất cuối những năm 80 đầu những năm 90, sự nghiệp diễn xuất trên truyền hình của cô bắt đầu cuối những năm 90 khi cô trở thành khách mời trong một số sê ri phim truyền hình như Viper và Seven Days. Tuy nhiên, vai chính đầu tiên của cô nằm trong Boston Public.
Sau khi xuất hiện với tư cách khách mời trong hai tập phim The Practice, Jessalyn tiếp tục tham gia vào hai tập phim Snoops. Mặc dù phim bị hủy bỏ trước khi tập phim của Jessalyn lên sóng, Kelley đã viết kịch bản của nhân vật Lauren Davis trong Boston Public dành riêng cho cô. Phim bắt đầu lên sóng vào tháng 9 năm 2000 trên FOX. Jessalyn ngừng tham gia phim sau khi mùa thứ hai kết thúc vào tháng 5 năm 2002.
Sau đó, Jessalyn thủ vai Gina Russo trong phim Nip/Tuck từ năm 2003 đến năm 2008. Cô cũng xuất hiện trong 5 tập phim NYPD Blue (2004) và 4 tập phim Prison Break (2005). Đầu năm 2006, cô trở thành khách mời trong một tập phim Law & Order.
Bên cạnh những vai diễn trong các phim truyền hình và trên sân khấu kịch, Jessalyn còn tham gia vào một số bộ phim điện ảnh. Năm 1998, cô đảm nhận một vai phụ trong The Horse Whisperer
và lồng tiếng cho nhân vật Kayley trong bộ phim hoạt hình Quest for Camelot. Năm 2004 cô xuất hiện trong các bộ phim Chicks with Sticks và See This Movie. Năm 2007, cô thủ vai chính trong bộ phim Flood.
Từ năm 2007 đến năm 2008 cô có một số vai phụ trong Friday Night Lights (vai Shelley, em gái của Tami Taylor) và Heroes (vai mẹ đẻ của Meredith Gordon). Jessalyn thủ vai chính Terri Schuester trong sê ri phim truyền hình Glee của Fox từ năm 2009 đến năm 2011. Năm 2012 nhân vật của cô quay trở lại trong tập "Glee, Actually".

## Đời tư
Jessalyn và Bobby Salomon gặp nhau lần đầu tiên khi họ đang là học sinh trường trung học Montreal và hẹn hò trong một khoảng thời gian ngắn. Sau khi Bobby, khi đó đang là một nhà sản xuất phim, chuyển tới Hollywood vào năm 2002, hai người bắt đầu hẹn hò nhau một lần nữa. Họ kết hôn vào ngày 1 tháng 1 năm 2005. Vì Bobby là người Do Thái và Jessalyn cũng có bố là người Do Thái nên họ tổ chức một đám cưới theo truyền thống Do Thái. Bobby và Jessalyn có một cô con gái tên là Penelope sinh ngày 26 tháng 9 năm 2006. Jessalyn nộp đơn xin li hôn Bobby vào ngày 8 tháng 9 năm 2010 do những bất đồng không thể hòa giải. Họ bắt đầu ly thân từ năm 2009.

## Các phim đã đóng
| Năm  | Tên phim            | Vai diễn                 | Ghi chú   |
| ---- | ------------------- | ------------------------ | --------- |
| 1984 | Mascarade           | (lồng tiếng)             | Phim ngắn |
| 1989 | The Journey Home    |                          | Phim ngắn |
| 1989 | Jacknife            | Bạn gái của một nhân vật |           |
| 1998 | The Horse Whisperer | Lucy                     |           |
| 1998 | Quest for Camelot   | Kayley (lồng tiếng)      |           |
| 2004 | Chicks with Sticks  | Paula Taymore            |           |
| 2004 | See This Movie      | Annie Nicole             |           |
| 2007 | Flood               | Samantha 'Sam' Morrison  |           |
| 2008 | Prom Night          | Aunt Karen Turner        |           |
| 2009 | The Stepfather      | Julie King               |           |
| 2011 | About Fifty         | Jessica                  |           |
| 2012 | Somewhere Slow      | Anna Thompson            |           |

| Năm       | Tên phim                 | Vai diễn                          | Ghi chú                                                                              |
| --------- | ------------------------ | --------------------------------- | ------------------------------------------------------------------------------------ |
| 1991      | The Little Flying Bears  | Tina (lồng tiếng)                 |                                                                                      |
| 1991–1992 | Young Robin Hood         | Gertrude of Griswald (lồng tiếng) | 26 tập                                                                               |
| 1992      | Gulliver's Travels       | Folia (lồng tiếng)                |                                                                                      |
| 1998      | To Have & to Hold        | Paula                             | Tập: "Stuck in the Blizzard with You"                                                |
| 1998      | Viper                    | Alyssa                            | Tập: "Family Matters"                                                                |
| 1999      | Seven Days               | Carla Boyles                      | Tập: "Last Card Up"                                                                  |
| 1999      | The Sentinel             | RJ Shannon                        | Tập: "The Real Deal"                                                                 |
| 1999      | A Cooler Climate         | Callie                            |                                                                                      |
| 1999      | The Practice             | ADA Jennifer                      | 2 tập: "Loser's Keepers", "Victimless Crimes"                                        |
| 2000      | Snoops                   | Suzanne Shivers                   | 2 tập: "Swan Chant", "The Stolen Diskette"                                           |
| 2000–2002 | Boston Public            | Lauren Davis                      | 44 tập                                                                               |
| 2002      | Haunted                  | Elise Martin                      | Tập: "Three Hour Tour"                                                               |
| 2003      | Without a Trace          | Whitney Ridder                    | Tập: "Confidence"                                                                    |
| 2003–2008 | Nip/Tuck                 | Gina Russo                        | 17 tập                                                                               |
| 2004      | NYPD Blue                | Det. Kelly Ronson                 | 5 tập                                                                                |
| 2005      | Fathers and Sons         | Dianne                            | Không được đề tên                                                                    |
| 2005      | Prison Break             | Lisa Rix                          | 4 tập                                                                                |
| 2006      | Law & Order              | Angela Burquette                  | Tập: "Heart of Darkness"                                                             |
| 2007      | Backyards & Bullets      | Eileen                            |                                                                                      |
| 2007      | Destination: Infestation | Bác sĩ Carolyn Ross               |                                                                                      |
| 2007–2008 | Friday Night Lights      | Shelley Hayes                     | 6 tập                                                                                |
| 2007–2008 | Heroes                   | Meredith Gordon                   | 10 tập                                                                               |
| 2008      | The Apostles             | Christine Rydell                  |                                                                                      |
| 2008      | CSI: NY                  | Jordan Gates                      | 3 tập                                                                                |
| 2008      | XIII                     | Kim Rowland                       |                                                                                      |
| 2008      | Imaginary Bitches        | Jessalyn                          | 2 tập: "A New Leper in the Colony", "Three Bitches Is an Imaginary Crowd (Part Two)" |
| 2009      | Imaginary Bitches        | Jessalyn                          | Tập: "Bitches Emmy Special"                                                          |
| 2011      | Glee Encore              | Terri Schuester                   | Video                                                                                |
| 2009–2012 | Glee                     | Terri Schuester                   | Vai chính (Mùa 1-2) Khách mời (Mùa 4, tập "Glee, Actually")                          |